# Charles Burton

Zawodnik Boise State Broncos

Charles P. Burton (ur. 9 października 1973) – amerykański zapaśnik w stylu wolnym. Olimpijczyk z Sydney 2000, gdzie zajął piąte miejsce w wadze do 85 kg. Dwukrotny medalista mistrzostw panamerykańskich z 1997 i 2000 roku. Trzecie miejsce w Pucharze Świata w 2001 i 2003 roku.
Zawodnik Centennial High School z Boise i Boise State University. All-American w NCAA Division I, pierwszy w 1996, gdzie zajął trzecie miejsce roku.